# Phan Đức
Phạm Đức Sơn (1919–1969), bí danh Lê Văn Mại, Phan Đức, Tư Trường, Chín Nhỏ, Năm Cần, là một nhà cách mạng, chỉ huy quân sự Việt Nam.

## Cuộc đời
Phạm Đức Sơn sinh năm 1919 ở làng Phù Lưu, tổng Phù Lưu, huyện Đông Ngàn, phủ Từ Sơn, tỉnh Bắc Ninh (nay là khu phố Phù Lưu, phường Đông Ngàn, thành phố Từ Sơn, tỉnh Bắc Ninh). Năm 1936, ông tham gia Thanh niên Dân chủ Phản đế và phong trào đấu tranh dân sinh, dân chủ. Năm 1940, ông gia nhập Đảng Cộng sản Đông Dương.
Năm 1944, ông vào nam để xây dựng cơ sở tại các quận Gò Vấp, Hóc Môn (Gia Định). Năm 1945, ông cùng Bí thư Xứ ủy Trần Văn Giàu lãnh đạo khởi nghĩa giành chính quyền ở quận Hóc Môn và thành phố Sài Gòn. Từ năm 1945, ông lần lượt giữ các chức vụ Phó Bí thư Tỉnh ủy Gia Định, Chủ nhiệm Mặt trận Việt Minh tỉnh Gia Định, Chủ nhiệm Mặt trận Việt Minh tỉnh Sa Đéc. Những năm 1950, ông được điều động về Xứ ủy Nam Bộ, làm Ủy viên Ban Tuyên huấn Xứ ủy; Phó Trưởng ban Đảng vụ (Ban Tổ chức) Xứ ủy Nam Bộ (Trưởng ban Lê Toàn Thư). Năm 1951, Trung ương Cục miền Nam thành lập thay thế Xứ ủy Nam Bộ, ông làm Phó Trưởng ban Tổ chức.
Cuối năm 1953, ông được điều về Sóc Trăng. Tháng 11, tại Đại hội đại biểu Đảng bộ tỉnh Sóc Trăng tổ chức tại đình Phương Phú (Châu Thành, Tiền Giang), ông được bầu vào Ban Thường vụ Tỉnh ủy, đảm nhận vai trò Phó Bí thư. Trong thời gian Bí thư Tỉnh ủy Ngô Tám đi điều trị bệnh, ông làm quyền Bí thư Tỉnh ủy.
Tháng 7 năm 1954, ông là một trong mười hai Ủy viên chính thức của Xứ ủy Nam Bộ (Bí thư Lê Duẩn, Phó Bí thư Phạm Hữu Lầu, Thường trực Hoàng Dư Khương, Thường vụ Phan Văn Đáng, Lê Toàn Thư, Nguyễn Đức Thuận, Nguyễn Văn Linh, Phạm Thái Bường, Ủy viên Phạm Văn Xô, Phan Đức, Văn Viên, Nguyễn Minh Đường, Ủy viên dự khuyết Võ Văn Kiệt, Võ Văn Khánh, Mai Chí Thọ). Liên Tỉnh ủy miền Đông Nam Bộ được thành lập do ông làm Bí thư.
Cuối năm 1959, ông ra miền bắc chữa bệnh, làm Ủy viên Ban Thống nhất Trung ương. Năm 1963, ông trở về miền nam, tham gia Trung ương Cục miền Nam, phụ trách Ban Binh vận. Không lâu sau, ông cùng Hoàng Minh Đạo được điều động làm Ủy viên Thường vụ Khu Sài Gòn – Gia Định. Năm 1964, ông là Bí thư Phân khu Bình Tân. Năm 1967, ông làm Bí thư Phân khu ủy Phân khu 1 thuộc Khu Trọng điểm (gồm Sài Gòn – Gia Định và các huyện lân cận). Năm 1968, ông làm Chính ủy Bộ Chỉ huy Phân khu 1 do Chỉ huy trưởng Trần Đình Xu chỉ huy, chiến đấu trong cuộc tổng tiến công và nổi dậy Tết Mậu Thân.
Tháng 3 năm 1969, trên đường qua ấp Trà Quao (Trảng Bàng, Tây Ninh), ông tử nạn khi xe trúng mìn của đối phương. Các lãnh đạo khác của Phân khu 1 như Trần Đình Xu, Huỳnh Văn Bánh, Nguyễn Văn Thuật cũng gặp nạn.

## Vinh danh
Năm 2001, ông được Nhà nước truy tặng Huân chương Hồ Chí Minh.
Tên của ông được đặt cho hai con đường ở Thành phố Hồ Chí Minh, một ở Quận 8 (đường Phạm Đức Sơn) và một ở huyện Cần Giờ (đường Phan Đức).

## Gia đình
Ông có con trai là nhà làm phim Phạm Kháng Trường (sinh năm 1959).